# Przejście tonalne

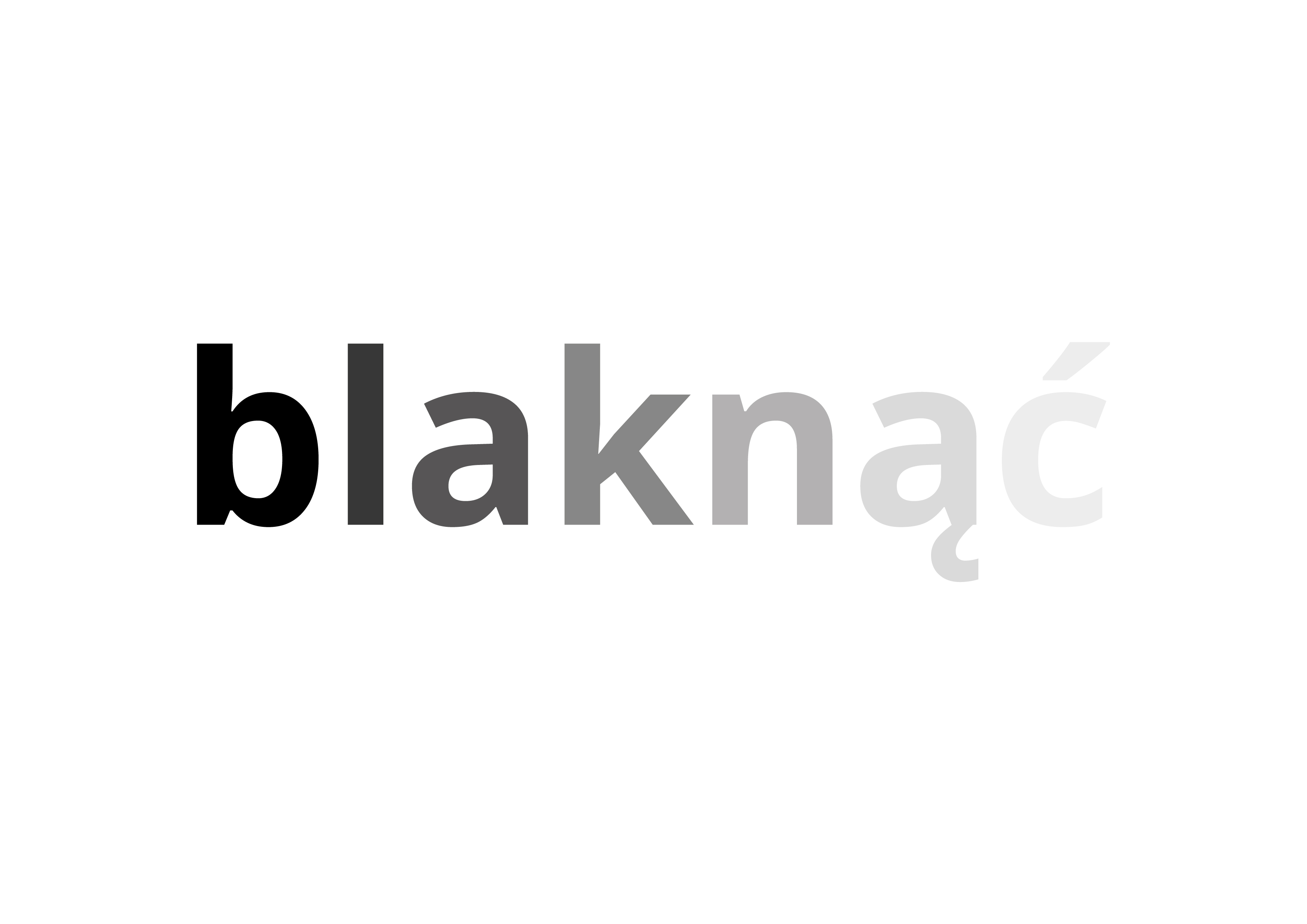
Przejście tonalne od czerni do bieli w typogramie

Przejście tonalne – w malarstwie, poligrafii, fotografii, równomierne przejście (na pewnej powierzchni) z jednej barwy do drugiej lub z jednego odcienia tej samej barwy do innego jej odcienia.